# جنوفا تشن
جنوفا تشن (بالصينية: 陈星汉) مواليد 8 أكتوبر 1981 في شانغهاي، الصين، هو مصمم ألعاب فيديو صيني، معروف بكونه المؤسس المشارك لشركة ذات جيم كومباني كما قام بإخراج لعبة جورناي التي فازت بعدة جوائز.

## وصلات خارجية
- جنوفا تشن على موقع IMDb (الإنجليزية)
- جنوفا تشن على موقع قاعدة بيانات الفيلم (الإنجليزية)

- الموقع الإلكتروني